# Krîlovka, Pervomaiske
Krîlovka (în ucraineană Криловка) este un sat în comuna Stepne din raionul Pervomaiske, Republica Autonomă Crimeea, Ucraina.

## Demografie
Componența lingvistică a localității Krîlovka
     Rusă (42,29%)
     Ucraineană (34,35%)
     Tătară crimeeană (21,73%)
     Română (1,4%)
     Alte limbi (0,23%)
Conform recensământului din 2001, nu exista o limbă vorbită de majoritatea populației, aceasta fiind compusă din vorbitori de rusă (42,29%), ucraineană (34,35%), tătară crimeeană (21,73%) și română (1,4%).